# Karanglayung (Conggeang)
Karanglayung is een bestuurslaag in het regentschap Sumedang van de provincie West-Java, Indonesië. Karanglayung telt 2824 inwoners (volkstelling 2010).